# Zittau
Zittau (în Sorbiană Žitawa, în cehă Žitava) este un oraș în sud-estul landului Saxonia, Germania. Este capitala districtului Löbau-Zittau și este situat în apropiere de colțul celor trei frontiere. În anul 2005 avea o populație de 26.224 locuitori. 

## Personalități născute aici
- Max Brückner (1860 - 1934), geometru.